# Angara 3
Rakety Angara 3 představují středně těžké nosiče vyvinuté moskevským Státním kosmickým vědeckovýrobním střediskem M. V. Chruničeva. V současnosti tyto nosiče mohou vynést na nízkou oběžnou dráhu až 14 000 kg. Spolu s nosnými raketami Sojuz představují středně těžké nosné rakety Ruska.

## Popis nosiče
Nosič Angara je modulární, což znamená, že jeho základem jsou univerzální raketové moduly, konkrétně v prvním stupni URM-1 a ve stupni druhém URM-2.

### URM-1: první stupeň (boostery) a druhý stupeň
Na verzi Angara A3 je dobře vidět modulární návrh nosiče. První dva stupně Angary A3 jsou sestaveny z celkem tří modulů URM-1. Jeden modul je centrální a k němu jsou připevněny další dva postranní urychlovací moduly URM-1. Každý z těchto modulů je vybaven jedním motorem Energomaš RD-191 spalujícím kapalný kyslík a RP-1 (kerosen).
Motor RD-191 je jednokomorový motor odvozen od čtyřkomorového motoru RD-170, původně vyvinutého pro urychlovací stupně supertěžkého nosiče Eněrgija. Čtyřkomorový RD-171 Zenitu a dvoukomorový RD-180 pohánějící Atlas V ULA jsou také odvozeny od motoru RD-170, podobně jako například RD-193 připravovaný jako náhrada motorů Sojuzu 2.1v NK-33 ze sedmdesátých let. Motor RD-191 je schopen snížit svůj výkon na 30 %, což umožňuje příslušnému centrálnímu modulu URM-1 šetřit palivo do doby, kdy budou odhozeny (mezitím vyprázdněné) postranní urychlovací moduly.
Modul URM-1 obsahuje (postupně shora): nádrž kapalného kyslíku, dále následuje mezinádržová struktura obsahující elektroniku pro řízení letu a telemetrii, a dále nádrž na RP-1. Základna modulu je tvořena motorovou komorou obsahující zařízení pro měnění vektoru tahu motoru a pro řízení otáčení kolem podélné osy.

### URM-2: třetí stupeň
Třetí stupeň nosiče Angara A3, označený jako modul URM-2, používá jeden čtyřkomorový motor RD-0124A (návrh: KB chimavtomatiki) který také spaluje kapalný kyslík a kerosen. Motor RD-0124A je blízký příbuzný motoru RD-0124, který v současné době pohání druhý stupeň Sojuzu 2.1b. Pro nosič Angara A3 má stupeň URM-2 šířku 3,6 metru.

## Horní stupně pro použití s Angarou 3
Pro vynášení nákladů na nízkou oběžnou dráhu nebudou nosiče Angara 3 používat horní stupně. Pro vyšší oběžné dráhy, jako jsou například dráha přechodová ke geostacionární a také dráha geostacionární, bude Angara 3 používat horní stupeň Briz-M nebo částečně kryogenní Blok DM-03, případně nový, plně kryogenní stupeň KVSK.

### Briz-M
Briz-M, již je v současnosti používán například v nosiči Proton-M. Je poháněn jedním motorem S5.98M spalujícím N2O4 a UDMH. 

### DM (kyslíko-kerosenový)
Horní stupeň DM je v současné době plánován pro použití s nosičem Proton. Tento horní stupeň je částečně kryogenní, spaluje kerosen a kapalný kyslík. Angara 3 s tímto stupněm je plánována k vypuštění na počátku roku 2017, konkrétně v konfiguraci s Block DM-03.

### KVSK (kyslíko-vodíkový)
KVSK je nový, plně kryogenní horní stupeň. Tento stupeň spaluje kapalný vodík a kapalný kyslík. Pohánět ho bude motor RD-0146D, což umožní nosiči Angara 3 s horním stupněm KVSK zvýšit nosnost na dráhu přechodovou ke geostacionární o 1,2 tuny nákladu, oproti konfiguraci se stupněm Briz-M.

## Kosmodromy
Angara je primárně vypouštěna z kosmodromu Pleseck na severu evropské části Ruska. Později bude využíván také kosmodrom Vostočnyj, který je ve výstavbě na jihovýchodě Ruska. Kosmodrom Vostočnyj umožní vypouštět nosiče s větším užitečným zatížením než z Plesecka.

#### Nosiče
- Antares — těžký nosič USA (soukromý, ve vývoji)
- Ariane 5 — těžký nosič ESA
- Atlas V — těžký nosič USA (modulární)
- Delta IV — těžký nosič USA (modulární)
- Epsilon — lehký nosič Japonska
- Falcon 9 — těžký nosič USA (soukromý, modulární)
- H-II — těžký nosič Japonska
- KSLV-I — nosič Korejské republiky; první stupeň odvozen od URM-1 Angary
- Long March — těžký nosič Čínské lidové republiky
- LVM 3 — těžký nosič Indie
- Proton — těžký nosič Ruska
- Rokot — lehký nosič Ruska
- Sojuz 2 — střední nosič Ruska a ESA
- Titan 4 — těžký nosič USA (historický)
- Vega — lehký nosič ESA

#### Základní druhy oběžných drah Země
- LEO — nízká oběžná dráha
- MEO — střední oběžná dráha
- GSO — geosynchronní dráha
- GTO — dráha přechodová ke dráze geostacionární
- GEO — geostacionární dráha